# Ophiomyia tiliae
Ophiomyia tiliae este o specie de muște din genul Ophiomyia, familia Agromyzidae, descrisă de Couden în anul 1908. Conform Catalogue of Life specia Ophiomyia tiliae nu are subspecii cunoscute.